# Ruggero Visconti
Ruggero Visconti (c. 1130 - 1189) foi um nobre, cônsul e senhor de Milão.

## Relações familiares
Foi filho de Otão II Visconti e Aldegunda Visconti, casou-se com Garizia N.N, e de seu casamento foi pai de:
Uberto Visconti, senhor de Milão.